# 11 de enero
El 11 de enero es el 11.º (undécimo) o 11.ᵉʳ (decimoprimer) día del año en el calendario gregoriano. Quedan 354 días para finalizar el año y 355 en los años bisiestos.

## Acontecimientos
- 565: sublevación contra el emperador oriental Justiniano I.
- 630: en Arabia, Mahoma lidera un ejército de 10 000 soldados para conquistar la ciudad de La Meca.
- 1051: en Bizancio, Teodora Porfirogeneta es coronada emperatriz.
- 1158: en Bohemia, Vladislao II se convierte en rey.
- 1284: en España, el rey Pedro III otorga privilegios civiles y económicos a Barcelona, mediante una compilación titulada Recognoverunt próceres.
- 1565: en Oceanía, el conquistador español Miguel López de Legazpi toma posesión de las Carolinas Orientales, hoy Islas Marshall.
- 1569: en Inglaterra se realiza la primera lotería.
- 1617: el pueblo de Altea, provincia de Alicante, obtiene su Carta Puebla fundacional.
- 1693: en Val de Noto (Sicilia), a las 13:30, un terremoto de una magnitud de 7,4 (y un maremoto) destruye por completo varios pueblos, incluida Catania. Mueren 60 000 personas en toda la región.
- 1717: en La Haya se firma la Triple Alianza.
- 1787: William Herschel, astrónomo alemán nacionalizado británico, descubre Titania y Oberón, lunas de Urano.
- 1815: en Uruguay se libra la batalla de Guayabos, el ejército uruguayo de Artigas (al mando de Fructuoso Rivera) vence al ejército centralista de Buenos Aires al mando de Manuel Dorrego.
- 1861: Benito Juárez entra a la Ciudad de México después de la Guerra de Reforma.
- 1866: en el golfo de Vizcaya naufraga el barco de pasajeros británico London; mueren ahogadas 220 personas.
- 1875: en Valencia desembarca Alfonso XII procedente de Barcelona, y se dirige hacia Madrid para ocupar el trono de España.
- 1884: en La Plata, Argentina se inaugura un servicio de iluminación pública eléctrica, siendo la primera ciudad del país en contar con este sistema.[1]
- 1913: Tíbet se independiza de China.
- 1916: el ejército ruso se apodera de Erzurum, capital de la Armenia turca.
- 1922: en el Toronto General Hospital (Canadá) por primera vez se administra insulina a un paciente.
- 1929: en la Unión Soviética se implanta la jornada laboral de siete horas.
- 1930: en la ciudad de Quito (Ecuador) se funda la Liga Deportiva Universitaria de Quito.
- 1932: en España, Claudio Sánchez-Albornoz es nombrado rector de la Universidad Central de Madrid.
- 1933: en Casas Viejas (Cádiz) tienen lugar los llamados Sucesos de Casas Viejas, un alzamiento anarquista que tuvo una dura reacción por parte del gobierno de Azaña y de la Guardia Civil.
- 1933: el aviador Charles Kingsford Smith realiza el primer vuelo comercial entre Australia y Nueva Zelanda.
- 1934: en Mendoza (Argentina) las inundaciones matan más de 60 personas y produce pérdidas de 6 millones de pesos.
- 1935: en Madrid, el autogiro de Juan de la Cierva realiza impresionantes pruebas, descendiendo y elevándose verticalmente desde gran altura.
- 1936: en República Dominicana se aprueba una ley que cambia el nombre de Santo Domingo, por el de Ciudad Trujillo, en honor a Rafael Leónidas Trujillo.
- 1936: en Madrid se estrena La guerrilla, obra teatral de Azorín.
- 1943: El Reino Unido y Estados Unidos renuncian a sus derechos de extraterritorialidad en China.
- 1945: en España se dicta la ley fundacional del Instituto de Cultura Hispánica, la actual AECID (Agencia Española de Cooperación Internacional para el Desarrollo).
- 1946: Enver Hoxha proclama la República Popular de Albania.
- 1947: Turquía y Jordania firman un pacto de amistad.
- 1951: al norte de Tonkín (Vietnam) el grupo guerrillero Vietminh realiza una ofensiva.
- 1952: en Madrid se estrena La tejedora de sueños, de Antonio Buero Vallejo.
- 1953: la Unión Soviética rompe las relaciones diplomáticas con Israel.
- 1954: en Marruecos se firma el Manifiesto de Independencia.
- 1954: se celebran las primeras reuniones entre soviéticos y estadounidenses sobre la prohibición de las armas atómicas.
- 1956: Estados Unidos manifiesta su interés en el rápido ingreso de España en la OTAN.
- 1957: fuertes lluvias en la isla de La Palma (Canarias): 28 muertos, numerosos heridos y graves pérdidas económicas.
- 1957: en Argentina se funda Arsenal Fútbol Club en la ciudad de Sarandi.
- 1959: las fuerzas de Vietnam del Norte penetran en Laos.
- 1960: en Egipto comienza a construirse la gigantesca presa de Asuán.
- 1961: en España, Manuel Santana es nombrado deportista del año.
- 1964: en Panamá se realiza una huelga general.
- 1967: en Ciudad de México ocurre la última nevada de su historia.
- 1971: en Bolivia Hugo Bánzer Suárez asalta el Estado Mayor.
- 1975: en Chile, la dictadura militar libera a Clodomiro Almeyda, Jorge Tapia Valdés y otras tres personalidades que trabajaron con el expresidente Salvador Allende y los expulsa a Rumania.
- 1980: en Tabriz (Irán) se libran sangrientos enfrentamientos entre los partidarios del Ruhollah Jomeini y los de Clariat Madari.
- 1980: Se funda Virus, una banda argentina de rock, en la ciudad de La Plata.
- 1981: en Nueva York, el peruano Javier Pérez de Cuéllar es elegido secretario general de la ONU.
- 1982: en España entra en vigor el Estatuto de Autonomía de la comunidad autónoma de Cantabria.
- 1984: en Alemania Oriental se realiza un despliegue de misiles soviéticos SS-20.
- 1984: en España, Salvador Dalí anuncia la creación de la fundación Gala-Salvador Dalí y la donación de 621 de sus obras.
- 1985: Comienza en la ciudad brasileña de Río de Janeiro la primera edición de "Rock in Rio", que pasó a llamarse “el festival más grande del mundo”. En un predio de 250.000 metros cuadrados llamado “Ciudad del Rock”, más de un millón de personas vieron en escena a Queen, AC/DC, Yes e Iron Maiden, entre otras grandes bandas.
- 1989: el ejército mexicano ocupa las instalaciones petroleras y encarcela al dirigente sindical Joaquín Hernández Galicia «La Quina».
- 1989: en Francia, la policía detiene a Josu Urrutikoetxea, máximo dirigente de la banda terrorista ETA.
- 1990: en Lituania se realiza una masiva manifestación (200 000 personas) a favor independizarse de Rusia.
- 1992: el presidente argelino, Chadli Benyedid, presenta la dimisión a fin de «no constituir un obstáculo a la unidad nacional».
- 1993: se crea WWE RAW. Programa de entretenimiento deportivo y lucha libre profesional.
- 1994: en Bruselas, los jefes de Estado y de Gobierno de la OTAN acuerdan la creación de la Asociación para la Paz, que integrará a países del ex Pacto de Varsovia.
- 1998: en Cuba se celebran elecciones generales con una participación de un 98.35 %. Para las elecciones legislativas la Comisión de Candidaturas Nacional presentó una lista única de 601 candidatos para los 601 escaños.
- 2001: científicos estadounidenses presentan el primer primate modificado genéticamente.
- 2002: los veinte primeros prisioneros llegan al Centro de detención de Guantánamo.
- 2003: el gobernador de Illinois (Estados Unidos), conmuta las penas de muerte de 161 condenados.
- 2004: en Argentina, Fernando Sanz crea Taringa!, una comunidad virtual de Internet.[2]
- 2007: en Edimburgo (Escocia), J. K. Rowling escribió el último libro de la serie Harry Potter en el hotel Balmoral.
- 2010: en Manizales (Colombia), se percibe un terremoto de magnitud 6,5.
- 2016: en Zúrich (Suiza), Lionel Messi recibe su quinto Balón de Oro.
- 2020: Primera persona fallecida por COVID-19
- 2021: en la península ibérica la Borrasca Filomena se debilita y abandona la península.
- 2022: en Argentina, producto a las altas presiones y al fenómeno de La Niña, se da una ola de calor histórica, en virtud de la misma, el país sudamericano se convierte en el territorio más caliente del planeta por una semana.[3]

## Nacimientos
- 347: Teodosio I el Grande, emperador romano entre 378 y 395 (f. 395).
- 844: Abd Allah I de Córdoba, emir omeya entre 888 y 912 (f. 961).
- 1195: Mafalda de Portugal, reina consorte de Castilla, señora de Arouca e Infanta de Portugal (f. 1256).
- 1322: Kōmyō, emperador japonés de la Corte del Norte entre 1336 y 1348 (f. 1380).
- 1359: Go-En'yū, emperador japonés de la Corte del Norte entre 1381 y 1382 (f. 1393).
- 1503: Parmigianino, pintor italiano (f. 1540).
- 1633: Adam François van der Meulen, pintor flamenco (f. 1690).
- 1638: Nicolás Steno, anatomista y científico danés, considerado el padre de la geología (f. 1686).
- 1732: Peter Forsskål, naturalista, explorador, y orientalista sueco (f. 1763).
- 1757: Alexander Hamilton, político estadounidense (f. 1804).
- 1759: Vicente Lunardi, aeronauta italiano (f. 1806).
- 1772: Luis Lacy y Gautier, militar español (f. 1817).
- 1814: James Paget, cirujano y patólogo británico (f. 1899).
- 1814: Charles Baker Adams, educador y naturalista estadounidense (f. 1853).
- 1815: John Alexander Macdonald, político canadiense (f. 1891).
- 1828: Miguel Luis Amunátegui, historiador y político chileno (f. 1888).
- 1839: Eugenio María de Hostos, educador y escritor puertorriqueño (f. 1903).
- 1842: William James, filósofo y psicólogo estadounidense (f. 1910).
- 1849: Ignacio Wils, militar neerlandés carlista y zuavo pontificio (f. 1873).
- 1850: Joseph Charles Arthur, botánico estadounidense (f. 1942).
- 1852: Konstantin Fehrenbach, político alemán (f. 1926).
- 1856: Christian Sinding, compositor noruego (f. 1941)
- 1857: Fred Archer, jockey británico (f. 1886).
- 1867: Edward Titchener, psicólogo británico (f. 1927).
- 1870: Alexander Stirling Calder, escultor estadounidense (f. 1945).
- 1875: Reinhold Glière, compositor ucraniano (f. 1956).
- 1875: Astrid Cleve, científica sueca (f. 1968).
- 1879: Esteban de Bilbao Eguía, político español (f. 1970).
- 1879: Charles Yu Hsingling, diplomático e ingeniero chino (f. desconocido).
- 1885: Alice Paul, activista feminista estadounidense (f. 1977).
- 1890: Oswald de Andrade, poeta, ensayista y dramaturgo brasileño (f. 1954).
- 1892: Eugenio Garza Sada, empresario mexicano (f. 1973).
- 1893: Florentino Ballesteros, torero español (f. 1917).
- 1895: Laurens Hammond, inventor estadounidense (f. 1973).
- 1899: Eva Le Gallienne, actriz estadounidense (f. 1991).
- 1902: Maurice Duruflé, organista y compositor francés (f. 1986).
- 1903: Alan Paton, pedagogo, político y activista sudafricano (f. 1988).
- 1904: Miguel Ángel Menéndez Reyes, escritor mexicano (f. 1982).
- 1905: Manfred Bennington Lee (Emanuel Manford Lepofsky), escritor judeoestadounidense, que utilizó el seudónimo Ellery Queen (f. 1971).
- 1905: Higinio Ruvalcaba, músico mexicano (f. 1976).
- 1906: Albert Hofmann, químico suizo (f. 2008).
- 1907: Pierre Mendès France, político francés (f. 1982).
- 1910: Nikos Kavvadías, poeta griego (f. 1975).
- 1910: Teodosio Aguirre, futbolista chileno (f. 2011).
- 1912: Emiliano Zuleta, compositor, acordeonista y cantante colombiano (f. 2005).
- 1914: Dora del Hoyo (f. 2004).
- 1915: Robert Mayne, teniente coronel, activista y cofundador del SAS (f. 1955).
- 1918: Edward A. Murphy Jr., ingeniero aeroespacial estadounidense (f. 1990).
- 1920: Nelly Láinez, actriz y comediante argentina (f. 2008).
- 1921: Gory Guerrero, luchador mexicano (f. 1990).
- 1922: Guillermo Silveira, pintor y escultor español (f. 1987).
- 1923: Carroll Shelby, diseñador de automóviles estadounidense (f. 2012).
- 1924: Roger Guillemin, médico endocrinólogo francés (f. 2024).
- 1926: Lev Dyomin, astronauta soviético (f. 1998).
- 1927: John Lynch, historiador británico (f. 2018).
- 1930: Rod Taylor, actor australiano (f. 2015).
- 1932: Alfonso Aráu, director y actor mexicano.
- 1934: Jean Chrétien, político canadiense, primer ministro entre 1993 y 2003.
- 1934: C. A. R. Hoare, científico e informático británico.
- 1934: Antonio Seguí, pintor argentino (f. 2022).
- 1936: Eva Hesse, escultora estadounidense nacida en Alemania (f. 1970).
- 1936: La Gilbertona (f. 2024).
- 1937: Felix Silla, actor de cine y televisión estadounidense nacido en Italia (f. 2021).
- 1938: Josep Maria Flotats, actor y director teatral español.
- 1940: Franco Balmamion, ciclista italiano.
- 1941: Barry Flanagan, escultor británico (f. 2009).
- 1942: Clarence Clemons, músico estadounidense, de la banda E Street Band (f. 2011).
- 1942: Blas Matamoro, escritor hispano-argentino.
- 1942: Hugh Stubbins, arquitecto estadounidense (f. 2006).
- 1943: Eduardo Mendoza, escritor español.
- 1943: Luis Varela, actor español.
- 1944: York Höller, compositor alemán.
- 1945: Polo Carrera, exfutbolista ecuatoriano.
- 1946: John Piper, predicador, escritor y pastor bautista estadounidense.
- 1946: Wally Anderzunas, baloncestista estadounidense (f. 1989).
- 1946: Naomi Judd, cantante de música country y actriz estadounidense (f. 2022).
- 1947: Sonia Oquendo, actriz y presentadora peruana.
- 1948: Terry Williams, baterista británico, de las bandas Man, Rockpile y Dire Straits.
- 1949: Paco Ignacio Taibo II, escritor hispano mexicano.

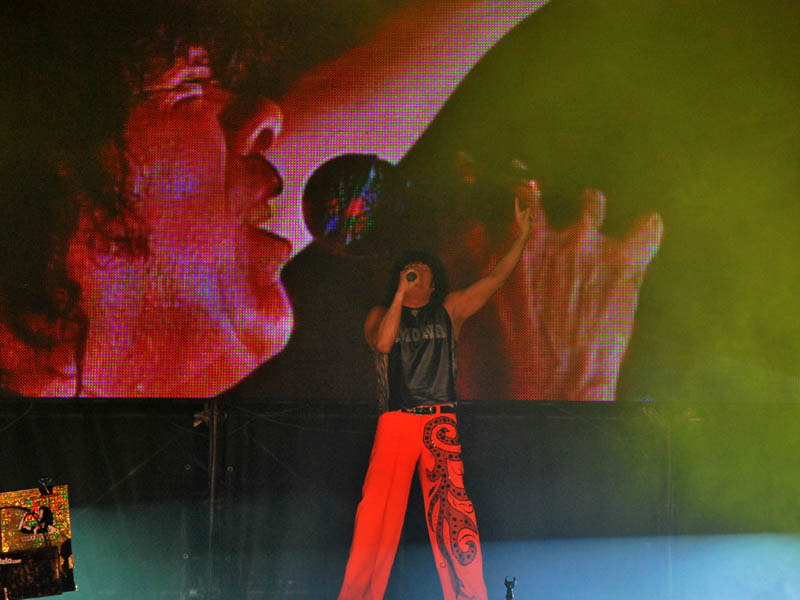
La Mona Jiménez

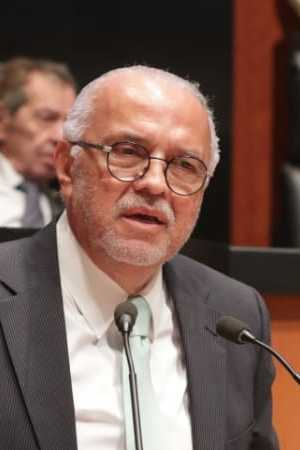
Miguel Ángel Navarro Quintero

- 1951: La Mona Jiménez, cantante argentino.
- 1951: Miguel Ángel Navarro Quintero, político y médico mexicano.
- 1951: Carol Leigh, artista, prostituta y activista por los derechos de las trabajadoras sexuales estadounidense (f. 2022).
- 1952: Bille Brown, actor y dramaturgo australiano.
- 1954: Vicky Peña, actriz española.
- 1954: Kailash Satyarthi, activista indio.
- 1955: Max Lucado, escritor y predicador estadounidense.
- 1956: Vicente Martínez-Pujalte, político español.
- 1956: Phyllis Logan, actriz británica.
- 1956: Israel Yinon, director de orquesta israelí (f. 2015)
- 1957: Claude Criquelion, ciclista belga.
- 1957: Bryan Robson, jugador y entrenador de fútbol británico.
- 1958: Vicki Peterson, una de las vocalistas y Guitarra líder del grupo femenino de rock, The Bangles.
- 1958: Diego León Montoya Sánchez, narcotraficante colombiano.
- 1958: Alison Reed, actriz y cantante estadounidense.
- 1959: José Luis Llorente, baloncestista español.
- 1959: Enrique Serna, escritor mexicano.
- 1960: Marcelo Moura, cantante, pianista argentino y actual líder de Virus.
- 1968: Andrés Ciro Martínez, cantante, compositor y músico argentino.
- 1968: Benjamin List, químico alemán, Premio Nobel de Química 2021.
- 1968: Pedro Sicard, actor cubano.
- 1968: Sergio Cortés, tenista chileno.
- 1969: Consuelo Duval, actriz y comediante mexicana de televisión y teatro.
- 1969: Manny Acta, jugador de béisbol, entrenador, mánager y comentarista deportivo dominicano-americano.
- 1970: Manfredi Beninati, artista italiano.
- 1970: Franco Davín, tenista argentino.
- 1971: Aitor Arregi, futbolista español.
- 1971: Mary J. Blige, cantante estadounidense.
- 1971: Álex Delgado, beisbolista venezolano.
- 1972: Marc Blucas, actor estadounidense.
- 1972: Amanda Peet, actriz estadounidense.
- 1973: Rockmond Dunbar, actor estadounidense.
- 1973: Rodrigo Sepúlveda Lara, periodista deportivo chileno.
- 1974: Micky Huidobro, bajista mexicano, de la banda Molotov.
- 1974: Carlos Soraluz, cantante peruano.
- 1974: Jens Nowotny, futbolista alemán.
- 1974: Kim Chambers, actriz estadounidense de cine porno.
- 1974: Daichi Matsuyama, futbolista japonés.
- 1975: Venetian Snares, músico canadiense.
- 1975: Matteo Renzi, político italiano.
- 1975: Jani Dueñas, actriz y comediante chilena.
- 1976: Efthimios Rentzias, baloncestista griego.
- 1976: Eduardo Madina, político español.
- 1976: Fernando Cebrián Alarcón, futbolista y entrenador español.
- 1976: Rosdi Talib, futbolista malasio.
- 1978: Michael Duff, futbolista británico.
- 1978: Emile Heskey, futbolista británico.
- 1979: Darren Lynn Bousman, cineasta estadounidense.
- 1979: Siti Nurhaliza, cantante pop malaya.
- 1979: Olga Zharkova, jugadora de curling rusa.
- 1979: Pedro Alonso Pablos, productor de cine español.
- 1979: Rodrigo Nunes de Oliveira, futbolista brasileño.
- 1980: Julio Marchant, futbolista argentino.
- 1980: Damien Wilkins, baloncestista estadounidense.
- 1981: Benjamin Auer, futbolista alemán.
- 1981: Jamelia, cantante británica.
- 1981: Jaime Valdés, futbolista chileno.
- 1981: Tom Meighan, músico británico, de la banda Kasabian.
- 1982: Tony Allen, baloncestista estadounidense.
- 1982: Denís Kolodin, futbolista ruso.
- 1983: Adrian Sutil, piloto de automovilismo alemán.
- 1983: Alejandro Rebollo Ceñal, futbolista español.
- 1983: Ismail Rabee, futbolista emiratí.
- 1983: Matt McKay, futbolista australiano.
- 1983: Michał Stawowski, remero polaco.
- 1984: Dario Krešić, futbolista croata.
- 1984: Marko Perović, futbolista serbio.
- 1984: Stijn Schaars, futbolista neerlandés.
- 1984: Giancarlo Gómez, futbolista peruano.
- 1985: Kazuki Nakajima, piloto japonés de Fórmula 1.
- 1985: José Vítor Moreira Semedo, futbolista portugués.
- 1985: Aja Naomi King, actriz estadounidense.
- 1987: Daniela Ramírez, actriz chilena.
- 1988: Álex López Sánchez, futbolista español.
- 1988: Cameron Meyer, ciclista australiano.
- 1991: Hyolyn, cantante, compositora y bailarina surcoreana.
- 1991: Andrea Bertolacci, futbolista italiano.
- 1991: Jan Bořil, futbolista checo.
- 1991: Bekim Balaj, futbolista albanés.
- 1991: Lorenzo Burnet, futbolista neerlandés.
- 1992: Dani Carvajal, futbolista español.
- 1992: Filip Bradarić, futbolista croata.
- 1992: Kaijiro Fujiyoshi, futbolista japonés.
- 1992: Patrick Martins Vieira, futbolista brasileño.
- 1992: Allan Gutiérrez, futbolista hondureño.
- 1993: Tayfur Bingöl, futbolista turco.
- 1993: Kaiho Nakayama, futbolista polaco.
- 1994: Sassá, futbolista brasileño.
- 1994: Joseba Muguruza, futbolista español.
- 1994: David Gil Mohedano, futbolista español.
- 1994: Gonzalo Rehak, futbolista argentino.
- 1994: Virginia Limongi, modelo y Miss Ecuador 2018.
- 1995: Alejandro Romero Gamarra, futbolista paraguayo.
- 1995: Tiago Sá, futbolista portugués.
- 1995: Simon Gustafson, futbolista sueco.
- 1995: Samuel Gustafson, futbolista sueco.
- 1996: Leroy Sané, futbolista alemán.
- 1996: Francis D'Albenas, futbolista uruguayo.
- 1996: Alicja Wrona-Kutrzepa, atleta polaca.
- 1996: Alejandro Melo, futbolista argentino.
- 1996: Santiago Mallo, piloto de automovilismo argentino.
- 1996: Tyler Reddick, piloto de automovilismo estadounidense.
- 1996: Diadie Samassékou, futbolista maliense.
- 1996: Iván Zamora, futbolista mexicano.
- 1996: Javier Jiménez Moreno, futbolista español.
- 1996: Leonardo Heredia, futbolista argentino.
- 1996: Ulisses Garcia, futbolista portugués.
- 1997: Cody Simpson, cantautor, guitarrista y actor australiano.
- 1997: David Carmona Sierra, futbolista español.
- 1997: Nikola Vujnović, futbolista montenegrino.
- 1997: Erlend Blikra, ciclista noruego.
- 1997: Menno Dijkstra, baloncestista neerlandés.
- 1997: Robbe Ghys, ciclista belga.
- 1998: Rubin Seigers, futbolista belga.
- 1998: Odessa Young, actriz australiana.
- 1998: Nadia Power, atleta irlandesa.
- 1998: Louisa Johnson, cantante británica.
- 1998: África Zamorano, nadadora española.
- 1998: Élisa de Almeida, futbolista francesa.
- 1999: Christian Nodal, cantante mexicano.
- 1999: Álex Ibacache, futbolista chileno.
- 1999: Lotte Wubben-Moy, futbolista inglesa.
- 1999: Lin Yi, actor chino.
- 1999: Allie Nicole, actriz y modelo estadounidense de cine porno.
- 1999: Ritvars Suharevs, halterófilo letón.
- 1999: Anastasia Nefedova, tenista estadounidense.
- 1999: Jeanette Hegg Duestad, tiradora noruega.
- 1999: Joaquín Ardaiz, futbolista uruguayo.
- 1999: Santiago Paiva, futbolista uruguayo.
- 1999: Elijah Olaniyi, baloncestista estadounidense (f. 2025).
- 2000: Marrit Steenbergen, nadadora neerlandesa.
- 2000: Gabriele Corbo, futbolista italiano.
- 2000: Nicolás Fernández Mercau, futbolista argentino.
- 2000: Marcelo Weigandt, futbolista argentino.
- 2000: Juan Pablo Freytes, futbolista argentino.
- 2000: Akalanka Peiris, nadador esrilanqués.
- 2000: Shareef O'Neal, baloncestista estadounidense.
- 2000: Björn Seeliger, nadador sueco.
- 2000: Zhang Yao, atleta chino.
- 2000: Chaeyeon, cantante surcoreana.
- 2000: Thierry Bollin, nadador suizo.
- 2001: Javi Cueto, futbolista español.
- 2001: María Ruiz Gámez, futbolista español.
- 2002: Marcianeke, cantante chileno.
- 2002: Fredler Christophe, futbolista haitiano.
- 2002: Kamil Sieradzki, nadador polaco.
- 2002: Thomas Arnoldsen, balonmanista danés.
- 2003: Mattia Zanotti, futbolista italiano.
- 2003: Manu Rico, futbolista español.
- 2004: Manuel Lolas, futbolista chileno.
- 2005: Roksana Węgiel, cantante polaca.
- 2005: Kevin Zeroli, futbolista italiano.
- 2006: Lorenzo Carfora, futbolista italiano.

## Fallecimientos
- 705: Juan VI, papa de la Iglesia católica entre 701 y 705 (n. ?).
- 1083: Otón de Nordheim, aristócrata alemán (n. 1020).
- 1495: Pedro González de Mendoza, arzobispo español (n. 1428).
- 1584: Guillermo Carter, impresor y mártir católico inglés (n. 1548).
- 1641: Juan de Jáuregui, poeta, erudito y pintor español (n. 1583).
- 1748: Johann Bernoulli, matemático suizo (n. 1667).
- 1753: Hans Sloane, médico y coleccionista irlandés (n. 1660).
- 1775: Prithvi Narayan, político nepalí, rey de Nepal entre 1768 y 1775 (n. 1723).
- 1788: François Joseph Paul de Grasse, almirante francés (n. 1722).
- 1801: Domenico Cimarosa, compositor italiano (n. 1749).
- 1882: Theodor Schwann, biólogo y fisiólogo alemán (n. 1810).
- 1885: Mariano Ospina Rodríguez, político colombiano, presidente de Colombia entre 1857 y 1861 (n. 1805).
- 1891: Barón Haussmann, político y urbanista francés (n. 1809).
- 1892: Carlos Fuero, militar y político mexicano (n. 1844).
- 1893: Benjamin Franklin Butler, político estadounidense (n. 1818).
- 1901: Justo Pastor Dávila, militar peruano (n. 1829).
- 1923: Constantino I, rey griego entre 1913 y 1917 y entre 1920 y 1922 (n. 1868).
- 1928: Thomas Hardy, poeta y novelista británico (n. 1840).
- 1934: Eugenio Matte, político socialista chileno (n. 1895).
- 1935: Marcella Sembrich, soprano polaca (n. 1858).
- 1941: Emanuel Lasker, ajedrecista alemán (n. 1868).
- 1943: Agustín Pedro Justo, militar y político argentino, presidente de Argentina entre 1932 y 1938 (n. 1876).
- 1943: Carlo Tresca, anarquista italiano (n. 1879).
- 1944: Emilio de Bono, mariscal italiano (n. 1866).
- 1944: Galeazzo Ciano, diplomático italiano (n. 1903).
- 1945: Adolfo Prieto y Álvarez de las Vallinas, empresario, industrial y filántropo mexicano de origen español (n. 1867).
- 1952: Jean de Lattre de Tassigny, militar francés (n. 1889).
- 1952: Aureliano Pertile, tenor italiano (n. 1885).
- 1954: Oscar Straus, compositor austríaco (n. 1870)
- 1955: Rodolfo Graziani, militar italiano (n. 1882).
- 1956: Manuel Velasco de Pando, ingeniero español (n. 1888).
- 1961: Elena Gerhardt, mezzosoprano alemana (n.1883)
- 1966: Alberto Giacometti, escultor y pintor suizo (n. 1901).
- 1966: Hannes Kolehmainen, atleta finlandés (n. 1889).
- 1966: Lal Bahadur Shastri, primer ministro indio (n. 1904).
- 1968: Pedro Gual Villalbí, economista y político español (n. 1885).
- 1968: Mariano Stabile barítono italiano (n. 1888)
- 1969: Richmal Crompton, escritora británica (n. 1890).
- 1976: Alejandro Ferrant Vázquez, arquitecto español (n. 1897).
- 1975: Max Lorenz, tenor alemán (n. 1901).
- 1975: Juan Ignacio Luca de Tena, dramaturgo español (n. 1897).
- 1978: Ibn-e-Insha, humorista pakistaní, poeta en urdú (n. 1927).
- 1980: Barbara Pym, novelista británica (n. 1913).
- 1980: Celia Sánchez Manduley (59), combatiente revolucionaria, política e investigadora cubana (n. 1920).
- 1987: Hugo Fregonese, cineasta argentino (n. 1908).
- 1988: Federico Mendizábal, escritor español (n. 1901).
- 1988: Isidor Isaac Rabi, físico estadounidense de origen austriaco, premio nobel de física en 1944 (n. 1898).
- 1989: José Luis Bustamante y Rivero, político peruano, presidente entre 1945 y 1948 (n. 1894).
- 1989: Cristino Mallo, escultor español (n. 1905).
- 1991: Carl David Anderson, físico estadounidense, premio nobel de física en 1936 (n. 1905).
- 1994: Emilio Rosenblueth, ingeniero sísmico mexicano (n. 1926).
- 1995: José Corts Grau, escritor español (n. 1905).
- 1995: Lewis Nixon, militar estadounidense (n. 1918).
- 1995: Armando Salas Portugal, fotógrafo mexicano (n. 1916).
- 1995: Roque Esteban Scarpa, literato chileno (n. 1914).
- 1996: Tato Bores (Mauricio Borenzstein), humorista político argentino (n. 1927).
- 1999: Fabrizio De André, cantautor italiano (n. 1940)
- 2001: Esteban Vicente, pintor español nacionalizado estadounidense (n. 1903).
- 2001: Vera Constantinovna de Rusia, princesa rusa (n. 1906).
- 2002: Héctor Tosar, compositor y pianista uruguayo (n. 1923).

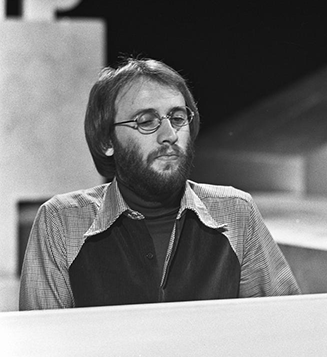
Maurice Gibb.

- 2003: Mickey Finn, percusionista británico, de la banda T. Rex (n. 1947).
- 2003: Maurice Pialat, cineasta francés (n. 1925).
- 2003: Maurice Gibb, bajista y tecladista británico, de la banda Bee Gees (n. 1949).
- 2005: Fabrizio Meoni, motociclista italiano (n. 1957).
- 2007: Solveig Dommartin, actriz francesa (n. 1958).
- 2007: Paul "Tubbs" Williams, bajista británico, de la banda Incógnito (n. 1962).
- 2007: Robert Anton Wilson, novelista estadounidense (n. 1932).
- 2008: Pepín Bello, escritor español (n. 1904).
- 2008: César Bertrand, actor y humorista uruguayo (n. 1934).
- 2008: Pete Candoli, trompetista de swing estadounidense (n. 1923)
- 2008: Edmund Hillary, alpinista y explorador neozelandés (n. 1919).
- 2010: Miep Gies (100), mujer católica neerlandesa (n. 1909), una de las que entre 1942 y 1944 escondieron a la niña judía Anna Frank, quien terminaría asesinada por los alemanes.
- 2010: Éric Rohmer, crítico de cine y cineasta francés (n. 1920).
- 2013: Nguyễn Khánh, militar y político vietnamita, presidente de Vietnam del Sur entre 1964 y 1965 (n. 1927).
- 2013: Ba Mamadou Mbaré, político mauritano, presidente del Senado (desde 2007), presidente interino (2009).
- 2013: Aaron Swartz, programador, escritor y activista de Internet (n. 1986).
- 2014: Arnoldo Foà, actor italiano de cine (n. 1916).
- 2014: Ariel Sharon, militar y político israelí (n. 1928).
- 2015: Anita Ekberg, actriz sueca (n. 1931).
- 2016: Carlos Muñoz, actor colombiano (n. 1934).
- 2019: Alberto Gamboa, periodista chileno (n. 1921).
- 2019: Fernando Luján, actor mexicano (n. 1938).
- 2020: Stan Kirsch, actor, guionista y director estadounidense (n. 1968).
- 2020:Jesús Alfonso Escoboza Huerta     "La Parka" Luchador profesional Mexicano (n. 1966).
- 2021: Sheldon Adelson, magnate estadounidense (n. 1933).
- 2022: Ahmet Yılmaz Çalık (27), futbolista turco; accidente de tráfico (n. 1994).[4]
- 2022: José Bielicki (87), político argentino; caída (n. 1934).[5]
- 2022: Martín Carrizo (50), baterista, ingeniero de sonido y productor argentino; ELA (esclerosis lateral amiotrófica) (n. 1972).[6]
- 2022: Magawa (8), roedor tanzano, detector de minas antipersonales (n. 2014).[7]
- 2022: Tomás Mojarro (89), escritor, periodista mexicano (n. 1932).[8]
- 2022: Jordi Sabatés (73), músico y pianista español (n. 1948).
- 2022: David Sassoli (65), político y periodista italiano (n. 1956).
- 2022: Ernest Shonekan (85), abogado y político nigeriano, presidente de Nigeria en 1993 (n. 1936).
- 2023: Tatjana Patitz, modelo y actriz alemana (n. 1966).
- 2024: Efraín Antonio Ríos, supercentenario colombiano (n. 1910).

## Celebraciones
- Día Internacional del Agradecimiento.[9]

- Día de planificar tus vacaciones.[10]La Asociación Internacional de Agencias de Viajes (IATA) impulsó en el año 2000 esta fecha debido a que coincide con el final de las celebraciones navideñas y muchos regresan a sus trabajos, esto pone fin a la temporada vacacional alta y los precios de actividades relacionadas con el turismo suelen bajar, por lo que es un buen momento para reservar a precios más económicos.

- Día de Aprender tu Nombre en Código Morse.[11] Se trata de un día festivo anual en el que se puede aprender a deletrear el nombre en código Morse.

- Día Mundial del Sketchnote (Notas de Boceto).[12]El blog Sketchnote Army, impulsado por Mike Rohde, autor del primer libro sobre sketchnoting, celebra este día desde hace varios años. Mauro Toselli de Sketchnotearmy.com eligió esta fecha porque la cifra 111 es similar a tres marcadores o lápices.

- Día Internacional de la Paridad en el Trabajo.[13]Es un día de acción mundial para promover la igualdad salarial, independientemente de la raza, el país de origen, el género o la orientación sexual de las personas.

 Por países
(Por orden alfabético)
- Albania: 
  - Día de la República.

- Argentina:
  - Día del Técnico Aeronáutico.[14]Rinde homenaje a los profesionales cuya destreza y dedicación son fundamentales para mantener la seguridad y eficiencia en la aviación.

- Birmania:
  - Año Nuevo de Kayin.[15]

- Bolivia: 
  - Día Nacional del Acullico. Esta fecha conmemora la readhesión de Bolivia a la Convención Única sobre Estupefacientes de las Naciones Unidas en 2013. Se celebra el uso tradicional de la hoja de coca.

- Chile: 
  - Día del Ciberactivismo. Esta fecha conmemora a Aaron Swartz, un ciberactivista y genio de Internet. Se promueve el uso de las redes sociales para provocar cambios.

- Cuba: 
  - Día del Ingeniero Cubano. Se celebra en este día en honor al nacimiento de Francisco de Albear y Fernández de Lara (1816-1897), considerado el ingeniero civil más importante del siglo XIX en Cuba.

- Estados Unidos: 
  - Día del Amigo Secreto. Celebración para alegrarle el día de alguien de forma anónima, con un regalo o mensaje atento y demostrarle que te importa.
(en inglés: Secret Pal Day).
  - Día Nacional de la Leche. Se conmemora el día de 1878 en que comenzaron las primeras entregas de leche en botellas de vidrio en Estados Unidos, por la New York Dairy Company.
  - Día de Concientización por la enfermedad de Paget. Es un trastorno óseo crónico que causa descomposición y crecimiento excesivo de los huesos. Puede causar dolor, fracturas, artritis, insuficiencia cardíaca y otras complicaciones.
  - Día de Concientización Sobre la Trata de Personas.
(en inglés: Human Trafficking Awareness Day).
  - Día Nacional de la Cerveza Caliente (National Hot Toddy Day). Combinación de especias, miel y whisky, bebida cálida y relajante perfecta para las noches frías.
(en inglés: National Hot Toddy Day).

- India
  - Día de los Misioneros.[15]

- Marruecos: 
  - Manifiesto de Independencia.

- Micronesia:
  - Día de la Constitución.

- Nepal: 
  - Día de la Unidad Nacional.

- Omán:
  - Día de la Ascensión.[15]

### Santoral católico
- San Higinio, papa (142).

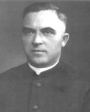
Francisco Rogaczewski.

- San Salvio de Cartago, mártir (c. s. III).
- San Tipaso de Tigava, mártir (297/298).
- San Pedro Apselami, mártir (309).
- San Leucio de Brindisi (s. IV).
- Santa Honorata de Pavía, virgen (s. V).
- San Teodosio de Judea, cenobita (529).
- San Paulino de Aquilea, obispo (802).
- Beato Bernardo Scammacca, presbítero (1487).
- Beato Guillermo Carter, mártir (1584).
- Santo Tomás de Cori Placidi, presbítero (1729).
- Beato Francisco Rogaczewski, presbítero y mártir (1940). (imagen ilustrativa).